# Medalla Sylvester
La Medalla Sylvester és una medalla de bronze que la Royal Society lliura amb periodicitat biennal els anys parells -des del 2010, ja que fins al 2009 es concedia cada tres anys-, premiant l'esforç d'una recerca matemàtica. Va ser batejada en honor de James Joseph Sylvester, professor de geometria a la Universitat d'Oxford els anys 1880. El primer guardonat en fou Henri Poincaré el 1901. La medalla s'acompanya d'una dotació econòmica de 2.000 lliures esterlines.
El premi està obert a ciutadans de qualsevol país de la Commonwealth o de la República d'Irlanda i també a aquells que n'hagin estat residents habituals i hi hagin treballat, com a mínim, en els 3 anys immediatament anteriors a ser-ne proposats.

## Guardonats amb la Medalla
- 1901 - Henri Poincaré
- 1904 - Georg Cantor
- 1907 - Wilhelm Wirtinger
- 1910 - Henry Frederick Baker
- 1913 - James Whitbread Lee Glaisher
- 1916 - Jean Gaston Darboux
- 1919 - Percy Alexander MacMahon
- 1922 - Tullio Levi-Civita
- 1925 - Alfred North Whitehead
- 1928 - William Henry Young
- 1931 - Edmund Whittaker
- 1934 - Bertrand Russell
- 1937 - Augustus Edward Hough Love
- 1940 - Godfrey Harold Hardy
- 1943 - John Edensor Littlewood
- 1946 - George Neville Watson
- 1949 - Louis Mordell
- 1952 - Abram Samoilovitch Besicovitch
- 1955 - Edward Titchmarsh
- 1958 - Max Newman
- 1961 - Philip Hall
- 1963 - Mary Cartwright
- 1966 - Harold Davenport
- 1969 - George Temple
- 1972 - J.W.S. Cassels
- 1975 - David George Kendall
- 1978 - Graham Higman
- 1981 - John Frank Adams
- 1984 - John Griggs Thompson
- 1987 - Charles T.C. Wall
- 1991 - Klaus Friedrich Roth
- 1994 - Peter Whittle
- 1997 - Donald Coxeter
- 2000 - Nigel James Hitchin
- 2003 - Lennart Carleson
- 2006 - Peter Swinnerton-Dyer
- 2009 - John M. Ball
- 2010 - Graeme Segal
- 2012 - John Francis Toland
- 2014 - Ben Green